# Partido para la Construcción de la Nación Sustentable
El Partido para la Construcción de la Nación Sustentable (Tongan: Paati Langafonua Tu'uloa) fue un partido político de Tonga. Fue lanzado el 4 de agosto de 2007 en Auckland, Nueva Zelanda.
El partido lanzó cuatro candidatos en las elecciones de 2010, El partido no presentó ningún candidato en las elecciones de 2017, y ahora está inactivo.